# ليز ستوفليه
ليز ستوفليه (بالفرنسية: Lise Stoufflet)‏ فنانة فرنسية وهي مهتمة بالطفولة وبالتحليل النفسي.